# Cút rừng mặt hung
Odontophorus erythrops là một loài chim trong họ Odontophoridae.